# I wanna see the sun
I wanna see the sun es el primer simple de la banda argentina Sunlight, que fue realizado entre octubre de 2005 y abril de 2006.
Con un sonido particular que lleva de fondo los inicios de la banda como compositores de temas propios, se puede identificar la gran influencia de la música inglesa.
Con los temas "I wanna see the sun", "Honey Money (or love strong)", "Belive it or not" y "Just Believe" se escucha en este disco un abanico de sonidos distintos con una base fuerte de britpop inglés.